# Smedby IP
Smedby Idrottsplats anlades första gången 1937. Ansvarig för projektet var Sven Högström. Idrottsplatsen är hemmaplan för Smedby AIS A-lag, både herr- och damlaget.

## Historia
Norrköpings kommun upplät mark ute i Smedby år 1937, efter ansökan av klubben. En "Idrottsplatskommitté" bildades och Sven Högström blev ansvarig. Bygget började under sommaren 1937, 1941 anlades en omklädningspaviljong och 1942 kunde planen tas i bruk. Den 15 och 17 juni 1945 invigdes idrottsplatsen av Sven Högström. Från början hade Smedby IP även löparbanor som lades om år 1952.
1955 installerades centralvärme och varmvatten och 1960 fick paviljongen toaletter. 1963 fick Smedby IP en ny entré med vändkors. Året efter lades löparbanorna om än en gång. 1966 restes ett nytt nätstaket runt idrottsplatsen och 1968 installerades en oljeledning i omklädningspaviljongen. 1973 fick klubben en äldre omklädningsbarack, med två omklädningsrum, domarrum samt duschrum, från Fritidsnämnden, som helrenoverades. 1978 fick klubben ännu en omklädningsbarack av Fritidsnämnden. Gamla klubblokalen invigdes 1957 och låg på Ljuragatan, i Ljura, som var dåtidens upptagningsområde.
1976 flyttade klubben till en ny lokal på Västgötegatan, eftersom medlemsantalet ökade. 1984 byggdes, och invigdes, det klubbhus som används än idag till en kostnad av 1,8 miljoner kronor i dåtidens penningvärde. Planerna på IP lades även om till en kostnad av 200 000 kronor. 1985 byttes, som etapp 1, nätstaketet mot Lidagatan, ut mot ett trästaket där även reklamskyltar sattes upp. Samma år kunde också de nyanlagda gräsplanerna på IP tas i bruk. 1989 uppfördes etapp 2 av trästaketet och alla klubbens byggnader målades om i klubbfärger. 1992 byggdes ännu en barack för omklädning på Smedby IP. 1995 spelades även den allsvenska premiären här mellan IFK Norrköping och Örgryte IS som slutade med Örgryteseger, 2-0. Matchen sågs av 2 000 åskådare. År 2003 tränade Sveriges landslag på IP inför vänskapsmatchen mot Grekland på Norrköpings Idrottspark.